# Begochídí
Begochídí egy navahó isten, a Nap fia.
Begochídí irányítja a vadállatokat és a háziállatokat is. Ha kedveli a vadászt, elé vezeti a vadat, de elriasztja a biztos zsákmányt is, más vadászok esetén, ha azokat nem kedveli. Begochídí volt az első fazekas. A navahó istenek között tréfacsinálónak számít. Különféle alakokban megnyilvánulhat: lehet felhő, szél vagy szivárvány. Ha akar, láthatatlanul mozog, és megvicceli az embereket. Ugyanakkor megsajnálja azokat, akik az egyéb istenek haragja miatt szenvedést állnak ki.
Amikor a Játékisten (Nááhwíilbiihí, Noqoilpi) elvesztette minden vagyontárgyát az összes isten ellenében, a Holdra száműzték. Begochídí megígérte, hogy segít neki. Sokféle állatot hozott létre a Játékisten számára, és új embereket, akiknek naakaii dine lett a nevük (ők a mai Mexikó területén éltek). Végül visszajuttatta Játékistent a Földre.